# LUCA School of Arts
Die LUCA School of Arts (LUCA) ist eine katholische, niederländischsprachige Hochschule in der belgischen Region Flandern. Der Verwaltungshauptsitz der Hochschule befindet sich unweit des Bahnhofs Brüssel-Nord in der Koningsstraat 328 in Brüssel. Campus-Einrichtungen befinden sich in den Städten Brüssel, Gent und Löwen. Ausbildungsschwerpunkte sind Architektur,  Kunst und Musik. Bis zum 15. September 2012 trug die Hochschule den Namen Hogeschool voor Wetenschap & Kunst (WENK bzw. W&K).

## Entstehungsgeschichte
Die Hochschule entstand im Jahr 1995 durch Zusammenlegung der folgenden 8 Hochschuleinrichtungen:
- De Nayer instituut in Sint-Katelijne-Waver,
- Honim in Brüssel,
- Kardinaal Mercierinstituut in Brüssel,
- Lemmensinstituut in Löwen, benannt nach Jacques-Nicolas Lemmens,[2]
- Filmschule Narafi in Brüssel,
- Sint-Lucas Architectuur in Brüssel und Gent,
- Sint-Lucas Beeldende Kunst in Gent und
- Vlekho in Brüssel.

In den folgenden Jahren kam es noch zu einigen Umstellungen, doch insgesamt wuchs die neue Hochschule immer mehr zusammen. So gehören seit Juli 2007 die Abteilungen HONIM (Hoger Onderwijs van Imelda) und VLEKHO (Vlaamse Ekonomische Hogeschool) nicht mehr der WENK an, sondern wurden der HUB (Hogeschool-Universiteit Brussel) angegliedert. Im Gegenzug kam dafür im Jahr 2011 die Hogeschool Sint-Lukas Brussel als eine neue Abteilung (departement) zur W&K.
Seit 2002 ist W&K Mitglied in der Associatie K.U.Leuven, einem Zusammenarbeitsverband zwischen der Katholischen Universität Löwen und elf flämischen Hochschulen. Die Hochschule hat heute circa 3800 Studenten und bietet auf sechs Campus-Einrichtungen in den Städten Brüssel, Gent und Löwen rund 30 Kunst- und Architekturstudiengänge an. Im September 2012 erfolgte die Umbenennung in die heutige Bezeichnung.

## Ausbildung
Die Ausbildung in Brussel besteht aus mehrjährigen Master- und Bachelor-Programmen.
Das Angebot in den einzelnen Abteilungen (faculteiten/departementen) besteht unter anderem aus den folgenden Studiengängen:
- Departement Sint-Lukas, Gent

Professionelle Bachelor-Programme in Visuelle Kommunikation und Inneneinrichtung.
Akademische Bachelor- und Master-Programme in Feinen Künsten, Textilgestaltung und Grafikdesign.
- Departement C-Mine, Genk

Akademische Bachelor- und Master-Programme in Produktdesign, Fotografie, Animationsfilm, Kommunikation & Medien Design, Fernsehen & Film.
- Departement Lemmensinstituut, Leuven

Akademische Bachelor- und Master-Programme in verschiedene Musikausbildungen und Drama.
- Departement NARAFI, Brussel

Professionelle Bachelor-Programme in verschiedenen audiovisuelle Techniken: Film, TV, Video und Fotografie.
- Departement Sint-Lukas Brussel

Akademische Bachelor- und Master-Programme in Feinen Künsten, Fotografie, Grafikdesign, Film, Animationsfilm und Dokumentarfilm.

## Doktorat in den Künsten
Durch das Begünstigen und Entwickeln von PhDs in den Künsten möchte die LUCA Fakultät junge Künstler und Forscher anziehen um so ihre Forschung und Unterricht weiterzuentwickeln.

## Preise und Auszeichnungen
Vom Lemmens-Institut in Löwen wird der Lemmens-Tinel-Preis verliehen.